# Crossings (Steve Khan)
Crossings is een studioalbum van Steve Khan. Met het vorige album Headline “dwong” Polydor Japan Khan meer terug naar de muziek die hij in het verleden maakte met Eyewitness. De samenstelling van musici op dat album vormde de basis om meer muziek van Khan uit te brengen. Bij dit album wilde Polydor er toch nog een houtblazer bij. Khan viel terug op oude (muzikale) vriend Michael Brecker.
De hoes was wederom van Jean-Michel Folon. Het album is moeilijk verkrijgbaar, in vergelijking tot andere albums van Khan is het bij aanschaf (nieuw en tweedehands) in de jaren volgend op de uitgave prijzig (1½ x normale prijs).

## Musici
- Steve Khan – gitaar
- Anthony Jackson – basgitaar
- Dennis Chambers – slagwerk
- Manolo Badrena – percussie, stem op 5
- Michael Brecker – tenorsaxofoon op 1, 6 en 10

## Muziek
| Nr. | Titel                                        | Duur |
| --- | -------------------------------------------- | ---- |
| 1.  | Descarga Khanalonius (Khan)                  | 8:21 |
| 2.  | Think of one (Thelonious Monk)               | 5:31 |
| 3.  | What I’m said (Khan)                         | 8:31 |
| 4.  | Pee wee (Tony Williams)                      | 4:49 |
| 5.  | It’s you or no one (Sammy Cahn, Jule Styne)  | 7:56 |
| 6.  | I love Paris (Cole Porter)                   | 6:27 |
| 7.  | Capricorn (Wayne Shorter)                    | 6:16 |
| 8.  | Melancholee (Lee Morgan)                     | 8:09 |
| 9.  | Inner urge (Joe Henderson)                   | 6:06 |
| 10. | While my lady sleeps (Bronislau Kaper, Khan) | 6:23 |